# Sindy Rüegger
Sindy Rüegger (* 14. Juni 1998) ist eine Schweizer Unihockeyspielerin. Sie steht beim L-UPL-Vertreter Zug United unter Vertrag.

## Karriere

### Verein
Rüegger begann ihre Karriere bei den Barracudas Romanshorn. Später wechselte die Thurgauerin zu den Red Lions aus Frauenfeld und 2014 in den Nachwuchs der Schweizer Spitzenmannschaft UHC Dietlikon.
Zur Saison 2015/16 absolvierte die damals erst 16-Jährige ihren Einsatz in der ersten Mannschaft der Dietlikerinnen. Zur Saison 2016/17 wurde sie schliesslich definitiv in das Kader der Zürcherinnen aufgenommen. In ihrer ersten ganzen Saison konnte sie mit Dietlikon den Cupsieg feiern. Dabei erzielte sie sieben Sekunden vor Spielschluss den Empty-Netter zum 5:0.
Am 14. Mai 2018 gab der UHC Kloten-Dietlikon Jets bekannt, dass Rüegger ihren Vertrag verlängert hat. Trotz  laufenden Vertrag mit den Jets wechselte Rüegger während der laufenden Saison 2018/19 vom UHC Dietlikon zum Ligakonkurrenten Red Ants Rychenberg Winterthur, um mehr Spielpraxis zu sammeln.
Auf die Saison 2022/23 wechselte sie dann wieder zurück, bevor sie 2024 zu Zug United wechselte.

### Nationalmannschaft
2014 gab Rüegger ihr Debüt für die Schweizer U19-Nationalmannschaft. Sie nahm bisher an zwei Austragungen der Euro Floorball Tour und einer U19-Weltmeisterschaft teil. 2016 belegte sie mit der Schweiz in der Weltmeisterschaft den dritten Rang.

## Erfolge
- Schweizer Cup: 2016, 2017
- Schweizer Meister: 2017